# Wireless Personal Area Network
Das Wireless Personal Area Network (WPAN) ist ein Sonderfall des Personal Area Networks. Es bezeichnet Kurzstrecken-Funktechnik, die zum Ziel hat, kurze, typische fliegend verlegte Kabelverbindungen zu vermeiden.
Im Gegensatz zu WLANs überbrücken WPANs kürzere Distanzen – typisch sind Entfernungen zwischen 0,2 m und 50 m. Damit wird nur das unmittelbare Umfeld des Senders erreicht, der „persönliche Bereich“.

## Eigenschaften
Durch die Beschränkung auf einen kleineren Raum sind zum einen Störungen durch Sender Dritter weniger wahrscheinlich, zum anderen folgt aus der geringeren Sendeleistung auch eine Energieersparnis und daraus eine verlängerte Betriebsdauer bei Batteriebetrieb.
Die Datenübertragungsraten sind typischerweise geringer als bei WLAN. Das wenig verbreitete VFIR-IrDA spezifiziert eine maximale Datenübertragungsrate von 16 Mbit/s, das häufiger anzutreffende FIR-IrDA bietet 4 Mbit/s und Bluetooth hat bis 3 Mbit/s. Mit WLAN wird nach dem IEEE 802.11g-Standard dagegen bis zu 54 Mbit/s erreicht.
Im Gegensatz zu WLAN werden bei WPANs typischerweise nur Point-to-Point-, allenfalls Point-to-Multipoint-Verbindungen realisiert. Die Option Multipoint-to-Multipoint ist in den Standards nicht vorgesehen.
WPANs werden zur Ad-hoc-Vernetzung von PDAs, Konsolen, Druckern, Notebooks, Netbooks und Mobiltelefonen genutzt. Typische Anwendungen sind der Austausch von Visitenkarten nach dem vCard-Standard und Kalendereintragen zur Terminabstimmung. Bei mangelnder Informationssicherheit besteht die Gefahr des Snarfings.
Sollen Netzwerke nach dem ISO-OSI-Modell aufgebaut werden, wird häufig über eine emulierte serielle Schnittstelle ein geeigneter Protokollstapel, zum Beispiel SLIP oder PPP implementiert. WLANs hingegen nutzen die im IEEE 802 definierte Struktur und implementieren lediglich die untersten zwei Schichten im Modell anders.
Bluetooth bietet zusätzlich einen Audio-Modus an, worüber Freisprecheinrichtungen und Headsets angesteuert werden. Bei IrDA gibt es den IrDA-CONTROL-Standard, der zum Beispiel für Fernbedienungen zum Einsatz kommt.
Theoretisch können auch Funkmäuse und -tastaturen über Bluetooth oder IrDA angebunden werden, allerdings sind proprietäre Protokolle weiter verbreitet.

## IEEE
Das IEEE-Konsortium teilt WPANs in folgende Normen auf:

### IEEE 802.15.1
IEEE 802.15.1 entspricht den internationalen Standards der Bluetooth SIG (Bluetooth Special Interest Group) ab V1.2. Aktueller Standard der Bluetooth SIG ist die Version 4.0 vom 17. Dezember 2009. Sie enthält zwei verschiedene Protokollstapel (protocol stacks), die mit unterschiedlichem Zeitbedarf eine unilaterale Übertragung oder bidirektionale  verbindungsorientierte Kommunikation aufbauen.

### IEEE 802.15.2
Die Sektion IEEE 802.15.2 empfiehlt, wie Wireless Personal Area Networks (802.15) mit Wireless Local Area Networks (802.11) zusammenarbeiten sollen. Das schließt Bluetooth®, ZigBee®, CSS und UWB ein.

### IEEE 802.15.3
IEEE 802.15.3 ist verantwortlich für Übertragungsraten bei WPANs von 20 Mbit/s oder höher. Ebenso ist es das Ziel einen geringeren Energieverbrauch zu realisieren. Der Bereich ist noch ein Vorschlag (Stand: September 2005).
Momentan werden folgende Übertragungsraten diskutiert: 11 Mbit/s, 22 Mbit/s, 33 Mbit/s, 44 Mbit/s und 55 Mbit/s. Die Spezifikation umfasst die Media Access Control (MAC) und den Physical Layer (PHY).

### IEEE 802.15.4
In Standard IEEE 802.15.4 werden die Übertragungsverfahren für geringe Übertragungsraten behandelt. Diese werden beispielsweise bei Fernbedienungen, Sensoren und für einfache Übertragungsnetzwerke, insbesondere Ad-hoc-Netzwerke verwendet.  Es gibt eine Vielzahl von Varianten, wie beispielsweise IEEE 802.15.4a CSS.
Auf dem Definitionsrahmen IEEE 802.15.4, der die niedrigen Schichten des Netzwerkzugriffs definiert, baut beispielsweise die ZigBee-Spezifikation auf, die Interoperabilität zwischen den Geräten verschiedener Hersteller sicherstellen möchte.

### IEEE 802.15.5
In dieser Norm wird spezifiziert wie in WPANs sogenannte Mesh-Netzwerke (siehe Vermaschtes Netz) realisiert werden können. Diese Norm wurde 2009 veröffentlicht.

### IEEE 802.15.6
802.15.6 ist ein Entwurf für sogenannte Body Area Network. Dabei werden speziell Geräte, bei denen wenig Energie zur Verfügung steht, berücksichtigt. Das Anwendungsgebiet der Geräte ist auf, in und um einen Körper (menschlich oder tierisch).

### IEEE 802.15.7
Spezifiziert den Aufbau von PHY und MAC für die Verwendung von Licht als Übertragungsmedium (siehe Visible Light Communications).